# Slaget ved Tali-Ihantala
Slaget ved Tali-Ihantala (25. juni til 9. juli 1944) var en del af Fortsættelseskrigen (1941-1944), som blev udkæmpet under 2. Verdenskrig. Slaget blev udkæmpet mellem Finland, som fik støtte af tyske enheder, og Sovjetunionen, og er indtil videre det største slag, som er blevet udkæmpet i Norden. Slaget endte med en afgørende finsk sejr.

## Baggrund
Efter den finske fremrykning i 1941 var Fortsættelseskrigen blevet til en stillingskrig med meget lidt aktivitet på begge sider. Da belejringen af Leningrad blev brudt i januar 1944, fik den sovjetiske overkommando, Stavka, ordre til planlægge Vyborg–Petrozavodsk Offensiven, for at tvinge Finland ud af krigen.
De sovjetiske offensiv blev indledt på det Karelske næs den 9. juni 1944, (koordineret med den Vestallierede landgang i Normandiet). Tre armeer blev sendt mod finnerne, heriblandt adskillige erfarne gardeenheder.
Angrebet gennembrød hurtigt den finske frontlinje ved Valkeasaari den 10. juni, og de finske tropper trak sig tilbage til deres 2. forsvarslinje, VT-linjen (Vammelsuu-Taipale). Det sovjetiske angreb var støttet af en massiv spærreild fra artilleriet, bombardementer fra luften og kampvogne.
VT-linjen blev gennembrudt ved Sahakylä og Kuuterselkä den 14. juni, og efter et mislykket modangreb ved Kuuterselkä af den finske pansrede division måtte det finske forsvar trækkes tilbage til VKT-linjen (Viipuri (Vyborg) – Kuparsaari – Taipale).
Opgivelsen af VT-linjen blev fulgt af en uge med tilbagetrækninger og forsinkelsesslag. Den sovjetiske offensiv blev kronet af byen Viipuris fald den 20. juni efter en kort kamp. Trods den Røde Hærs store succes med at gennembryde to finske forsvarslinjer og erobre betydeligt territorium, var det ikke lykkedes at nedkæmpe den finske hær, som kunne samle sig bag VKT-linjen.  
Carl Gustaf Mannerheim havde anmodet om tysk hjælp den 12. juni, og den 16. juni ankom flyverafdeling Kuhlmey i Finland. Nogle få dage senere ankom 303. Stormartilleribrigade (der havde bataljonsstørrelse) og 122. infanteridivision, men herudover leverede tyskerne kun forsyninger, hvoraf Panzerfaust panserværnsraketterne var de vigtigste.
Finland bad om fredsbetingelser den 21. juni, og Sovjetunionen svarede, at kun betingelsesløs fred kunne komme på tale, så Finland afviste. Den tyske udenrigsminister Joachim von Ribbentrop ankom den 22. juni og krævede garanti for, at Finland ville kæmpe til det sidste som forudsætning for fortsat tysk militærstøtte. Præsident Risto Ryti gav sin personlige garanti (og bandt, som det senere skulle vise sig, på den måde ikke Finland).
Den 21. juni gav Stavka ordre til Leningrad fronten om at gennembryde VKT-linjen ved Tali (Paltsevo), og rykke frem til Saimaa søen.

## Styrker

### Finland
- 4. Korps (Lt. Gen. Taavetti Laatikainen)
  - 3. Brigade "Blå Brigade"
  - 3. Division
  - 4. Division
  - 18. Division
  - 11. Division (fra 27. juni)
  - 6. Division
- Finske pansrede Division (Generalmajor Ruben Lagus)
- LeR 3 (Oberstløjtnant Col E. Magnusson) (33 Messerschmitt Bf 109, 18 Brewster Buffalo 239 jagere og 1 Fokker C.X rekognoscering)
- LeR 4 (Oberst O. Sarko) (33 Bristol Blenheim, 12 Junkers Ju 88, 8 Dornier Do 17Z Bombefly)

### Tyskland
- Tysk luftenhed Gefechtsverband Kuhlmey (Oberstløjtnant Kurt Kuhlmey) ankom i Finland den 16. juni. (23-43 Fw-190 A-6/F-8 jagere, 24-30 Ju-87 D Stukas and 1-8 Bf-109 G-8 rekognosceringsfly)
- Tysk Sturmgeschütz-Brigade 303 (Kaptajn Hans-Wilhelm Cardeneo) ankom i Finland den 22. juni. (22 StuG III Ausf. G stormartilleri kanoner, 9 StuH 42 storm howitsere)

### Sovjetunionen
- Sovjetiske 21. Arme (Generaloberst Dmitrii N. Gusev) (15 divisioner)
  - XXX Garde Korps
  - XCVII Garde Korps
  - CVII Garde Korps
  - CIX Garde Korps

## Terrænet
Slaget ved Tali-Ihantala blev udkæmpet på et lille område (100 km²) ved den Finske Bugt mellem Vyborg bugten og Vuoksi floden.
Det sovjetiske angreb var koncentreret om området øst for byen Viipuri fra den sydlige landsby Tali nordpå til Ihantala (Petrovka). Det var det eneste brugbare terræn for kampvogne på det Karelske næs, 10 km bred og afgrænset af søer og Vuoksi floden mod øst.

## Tali: 20. – 30. juni
Slaget ved Tali kan opdeles i tre faser. Kampen i området begyndte den 20. juni 1944.

### Første fase: 20. – 24. juni
Den første fase var et forsvarsslag som den finske 18. division (6. og 48. infanteriregiment og 28. uafhængige bataljon) og 3. brigade (4 bataljoner) samt 3. bataljon af det svensktalende 13. regiment udkæmpede mod XCVII og CIX armekorps og 152. kampvognsbrigade. Forsvarerne blev ramt særdeles hårdt af artilleriangreb, men det lykkedes dem at opstille et stærkt forsvar, som forsinkede den sovjetiske fremrykning tilstrækkelig længe til, at finske forstærkninger kunne nå frem og deltage i slaget.

### Anden fase: 25. – 26. juni
Den anden fase var indledningen på det egentlige slag. Kampen startede kl. 6.30 med et timelangt artilleriangreb og luftbombardement, efterfulgt af et sovjetisk angreb fra Tali landsbyen kl. 7.30 den 25. juni. Målet for angrebet var at nå Imatra-Lappeenranta-Suurpäälä inden den 28. juni. XXX sovjetiske gardearmekorps var nu også trådt ind i slaget. Den sovjetiske hær prøvede at bryde igennem på begge sider af Leitimojärvi søen. Angrebet på den østlige side af søen blev stoppet efter 3 km af den finske 4. division. På den vestlige side blev det sovjetiske infanteri fra 45. gardedivision og CIX gardearmekorps hængende ved forsvarsstillinger i bakkerne omkring Konkkalanvuoret, der blev forsvaret af det 48. finske jægerregiment. Sovjetiske kampvogne fra 27. kampvognsregiment kunne tvinge sig vej til vejkrydset ved Portinhoikka. Den sovjetiske hær angreb også med 178. division over Saarela strædet, som blev forsvaret af 1. bataljon af det 6. finske jægerregiment, og her blev angrebet også slået tilbage.
I mellemtiden angreb XCVII gardearmekorps 3. brigades stillinger, men kom ikke langt. På dette tidspunkt var situationen meget kritisk for finnerne, hvis enheder risikerede at blive afskåret og omringet. Noget sådant ville uundgåeligt have ført til nederlag for det finske 4. armekorps og tabet af VKT-linjen.
Finnerne kunne organisere et modangreb med reserverne i 18. division, dele af 17. division og nogle kampgrupper fra 4. division. Senere på eftermiddagen sluttede den finske pansrede division sig til kampen, og det lykkedes den at presse de sovjetiske angribere på den vestlige side af Leitimojärvi søen tilbage til deres udgangspunkt. Det 27. sovjetiske tankregiment blev udslettet bortset fra 6 tanks, som blev erobret af finnerne.

### Tredje fase: 27. – 30. juni
I den tredje fase sluttede flere finske enheder sig til slaget sammen med den tyske 303. stormartilleribrigade. De finske enheder var blevet spredt ud og blandet i slaget, hvilket gjorde det vanskeligt at organisere et koncentreret forsvar. De finske enheder blev derfor reorganiseret i to kampgrupper. Kampgruppe Björkman og kampgruppe Puroma.
Den sovjetiske hær forstærkede også sine styrker med CVIII gardearmekorps. På dette tidspunkt omfattede de sovjetiske styrker mindst en pansret brigade, to pansrede gennembrudsregimenter og 4 stormartilleriregimenter. Finnerne prøvede på at tage initiativet ved at angribe de 4 sovjetiske divisioner (46. garde, 63. garde, 64. garde, 268. division og 30. gardekampvognsbrigade) – som var brudt igennem øst for Leitimojärvi – fra tre retninger med henblik på at skabe en lomme med de sovjetiske divisioner. De to kampgrupper, Björkman og Puroma, nåede frem til blot at være en kilometer fra hinanden, men kunne ikke omringe de sovjetiske divisioner, som havde placeret sig i en pindsvinestilling omkring Talinmylly. Det finske angreb slog fejl på grund af kraftig sovjetisk modstand, især med koncentration af kampvogne og artilleri, og fordi kommunikationen mellem adskillige af bataljonerne brød sammen under angrebet. Oberst Puroma sagde efter krigen, at den eneste ting han fortrød, var, at det ikke var lykkedes at skabe en lomme ved Talinmylli. Angrebet gav de finske forsvarere 72 timers pusterum, samtidig med at de friske, finske 6. og 11. divisioner sluttede sig til kampen. Adskillige kampvognsslag fandt sted under disse kampe. Den 28. juni var aktiviteten i luften høj på begge sider, da finske bombefly og tyske Stukaer bombarderede sovjetiske enheder. Det sovjetiske luftvåben angreb også fra luften og ramte den finske pansrede divisions stab hårdt med bombefly fra den 276. sovjetiske bomberdivision. Den 28. juni gav den finske kommandør Eosch ordre til, at de finske enheder skulle trække sig tilbage til linjen Vakkila-Ihantalajärvi-Kokkoselkä-Noskuanselkä (stadig indenfor VKT linjen), men de blev fanget af en ny sovjetisk offensiv. Den 29. juni var den hårdeste og værste dag for finnerne under hele slaget, og det var tæt på nederlag. Til sidst lykkedes det for de finske styrker at genoprette linjen efter meget blodige kampe.
Den 30. juni trak de finske styrker sig tilbage fra Tali. De største kampe foregik mellem 1. og 2. juli, hvor finnerne mistede omkring 800 mand pr. dag.

## Ihantala: 1. – 9. juli
Den efterfølgende koncentration af finsk artilleriild var den kraftigste i landets militære historie. Den var baseret på den berømte ildledningsmetode, som var opfundet af den finske artillerigeneral Vilho Petter Nenonen, som muliggjorde hurtig korrektion af sigtet og hurtigt skifte af mål. I den kritiske Ihantala sektor af slaget lykkedes det de finske forsvarere at koncentrere deres artilleriild i et omfang, så den fremrykkende, sovjetiske spydspids blev smadret..
Ifølge Bitva za Leningrad 1941-1944 ("Slaget om Leningrad") redigeret af generalløjtnant S.P. Platonov:

De gentagne offensivforsøg fra de sovjetiske styrker mislykkedes ... i at opnå resultater. Fjenden havde held til i betydelig grad at slutte op i rækkerne i dette område og afvise alle angreb fra vore tropper ... Under de offensive operationer, der strakte sig over tre uger fra den 21. juni til midten af juli, lykkedes det ikke for styrkerne på den højre flanke af Leningrad fronten at udføre de opgaver, som de havde fået overdraget af overkommandoen den 21. juni

På dette tidspunkt havde den finske hær koncentreret halvdelen af sit artilleri i området, sammen med hærens eneste pansrede division med Sturmgeschütz III stormartilleri som dens vigtigste våben og den tyske 303. stormartilleribrigade. Forsvarerne havde nu endelig fået de nye tyske anti-tank våben, som tidligere blev holdt på lager.
Den 2. juli opsnappede finnerne en radiomeddelelse, som indeholdt oplysninger om, at den sovjetiske 63. division og den 30. pansrede brigade skulle angribe den 3. juli kl. 4 om morgenen. Den følgende morgen, to minutter inden det forventede angreb, indledte 40 finske og 40 tyske fly et bombardement af de sovjetiske styrker. Samme dag kl. 6 angreb 200 sovjetiske fly og infanteri de finske tropper. Klokken 19 havde de finske tropper genetableret deres linjer.
Den 6. juli havde de sovjetiske styrker nogen succes, selv om den finske 6. division havde 18 artilleribataljoner og et tungt batteri som understøttelse. De sovjetiske styrker blev imidlertid slået tilbage den følgende dag, og deres modangreb kl. 13.30 og 19 samme dag blev ikke til noget. Den 7. juli skiftede centrum for de sovjetiske angreb i retning af Vuoksi, og de sovjetiske styrker begyndte at flytte deres bedste enheder til Estland for at kæmpe mod tyskerne. Fra den 9. juli og fremad forsøgte de sovjetiske tropper ikke længere et gennembrud, om end der fortsat var nogle kampe.

## Tab
Finske kilder vurderer, at den sovjetiske hær mistede omkring 300 kampvogne i Tali-Ihantala slaget, fortrinsvis ved luftangreb og til nærforsvarsvåben. 120-280 sovjetiske fly blev skudt ned.
Den finske hær rapporterede, at 8.561 mand var såret, savnet og/eller dræbt i kamp. Baseret på de daglige og 10-dages opsummeringer af tabsrapporter fra den 21. sovjetiske arme rapporterede de sovjetiske enheder deres tab til mellem 18.000-22.000 dræbte og sårede. Usikkerheden om tabene skyldes, at 25% af styrkerne i den 21. arme ikke deltog i slaget. Det er dog muligt, at Sovjetunionen oplyste lavere tabstal af hensyn til moralen.

## Effekt
Slaget ved Tali-Ihantala og andre finske sejre i dette tidsrum overbeviste endeligt den sovjetiske ledelse om, at erobring af Finland ville blive ekstremt svær og ikke prisen værd. Den Røde Hær, som i de foregående to år var gået fra sejr til sejr på andre krigsskuepladser, havde samlet en overvældende styrke mod Finland og tabt.
Slaget ved Tali-Ihantala var måske det vigtigste enkeltslag, der blev udkæmpet i Fortsættelseskrigen, da det i stort omfang blev bestemmende for krigens udfald og de efterfølgende fredsforhandlinger mellem Finland og Sovjetunionen, mens 2. Verdenskrig fortsat rasede.
Nogle af årsagerne til den sovjetiske fiasko var, at finnerne kunne opsnappe de sovjetiske radiomeddelelser og advare hæren i tide, så den kunne iværksætte et beslutsomt forsvar. Tilstedeværelsen af Salpalinjen – den finske forsvarslinje bag grænsen fra 1940 – var en vigtig faktor ved fredsforhandlingerne i efteråret 1944.
Det, der var foregået på det Karelske Næs i slutningen af sommeren 1944, førte til de endelige fredsforhandlinger mellem Finland og Sovjetunionen og til, at Finland fortsat var et selvstændigt og demokratisk land. Våbenstilstanden mellem Sovjetunionen og Finland trådte i kraft den 4. september kl. 7.00, selv om den Røde Hær ikke overholdt den i de næste 24 timer.

## Tilknyttede operationer
Den sovjetiske 59. arme angreb samtidig fra øerne i Vyborg bugten fra den 4. juli og fremad, men angrebet på fastlandet blev slået tilbage af den tyske 122. division fra det finske 5. Korps den 10. juli.
Efter det fejlslagne sovjetiske angreb ved Tali den 3. juli forsøgte sovjetiske tropper at krydse Vuoksi floden ved Vuosalmi den 4. juli, men kunne ikke udvide brohovedet, trods det at der var tre sovjetiske divisioner mod den finske 2. division. De sovjetiske forsøg på et opnå et gennembrud fortsatte her indtil den 21. juli.
Udover den defensive sejr, som blev opnået ved Tali-Ihantale, holdt fronten ved Kivisilta og Tienhaara nord for Vyborg bugten og ved Vuosalmi på bredden af Vuoksi floden. Andre defensive sejre blev opnået ved Vyborg-bugten og på den nordøstlige side af Ladoga søen, og i slaget ved Ilomantsi kunne finnerne omringe to sovjetiske divisioner.
Den 12. juli fik de sovjetiske tropper ordre om at stoppe deres forsøg på at rykke frem og i stedet grave sig ned. Snart opdagede finske spejdere tog med tomme vogne, som nærmede sig byen Viipuri for at fragte tropper væk fra den finske front. De skulle bruges i det store fremstød mod Berlin.
Fra den 12. juli var Sovjetunionen klar til at diskutere fredsbetingelser med Finland.